# Jon Brower Minnoch
Jon Brower Minnoch  (29. rujna 1941. u Bainbridge Island † 10. rujna 1983. u Seattleu) smatra se najtežim čovjekom koji je ikada živio. Njegova maksimalna težina bila je 635 kg.